# 도타: 용의 피
도타: 용의 피는 2021년에 공개된 넷플릭스 애니메이션이다. 밸브 코퍼레이션의 비디오 게임 도타 2를 원작한 애니메이션 작품이다.